# バーンラックヤイ駅
バーンラックヤイ駅（バーンラックヤイえき、タイ語: สถานีบางรักใหญ่）は、タイ王国、ノンタブリー県バーンヤイ郡バーンラックヤイ町にあるバンコク・メトロパープルラインの駅。
駅番号はPP05。

## 概要
パープルラインの開通に伴い、2016年8月6日に同時開業した駅。

## 駅構造

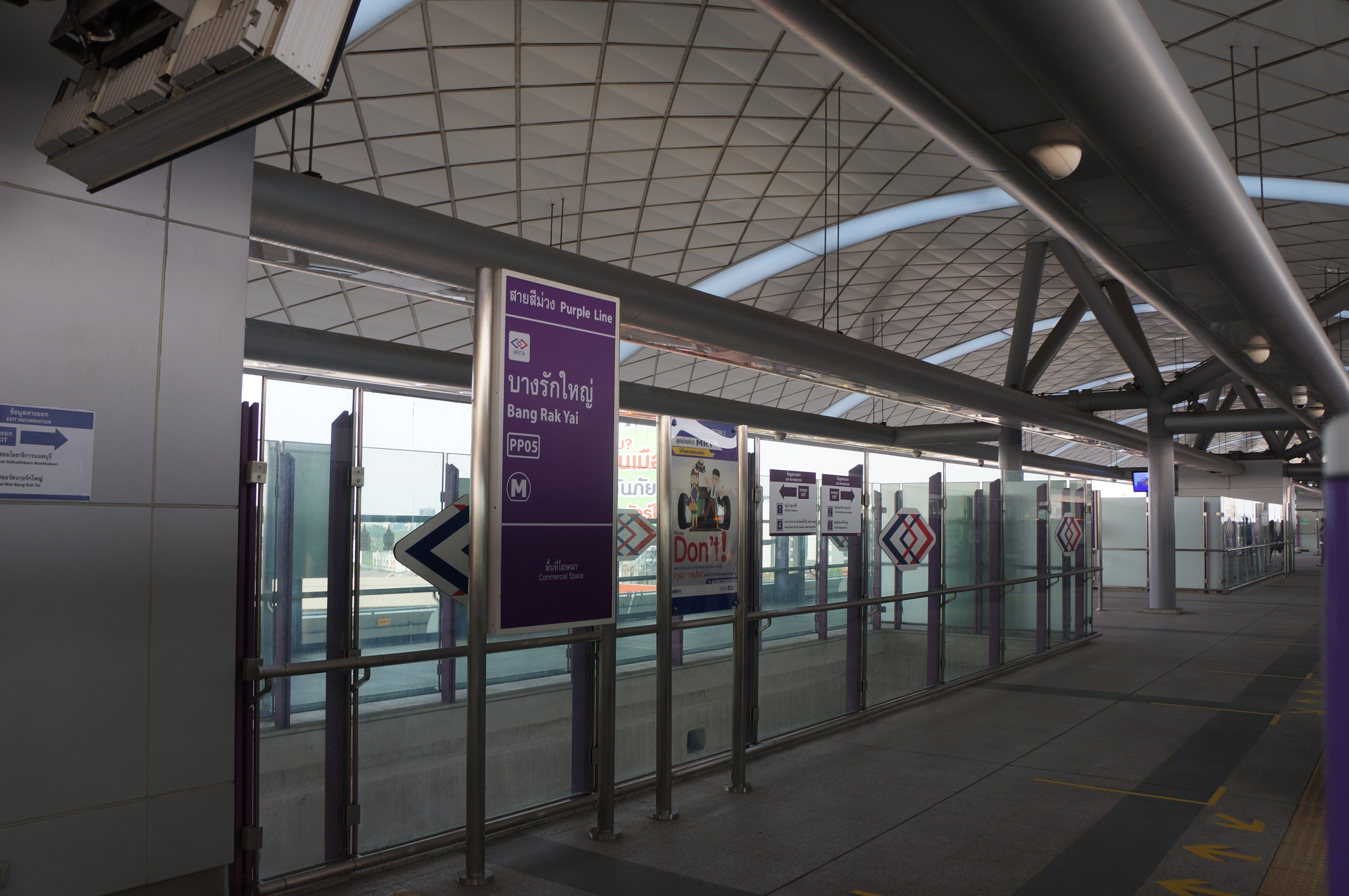
ホーム

高架式3層構造となっておりラッタナーチベット通りに沿って設置されている。2階の連絡通路から1階（地平部）歩道、バス乗り場に行くことができる。各階段にはエスカレーターも併設されている。北側に1、2番、南側に3、4番出入口があり、1、3番出入口にはエレベーターも用意されている。
2階は連絡通路、改札口・コンコースが、3階に島式1面2線のパープルラインのホームがある。ホームには可動式ホーム柵によるホームドアを設置。

### 駅階層
| 3階                              |                                            |                        |
| 1番線・下り■パープルライン       | イェーク・ノンタブリー1、タオプーン方面    |                        |
| 島式ホーム（可動式ホーム柵設置） |                                            |                        |
| 2番線・上り■パープルライン       | タラートバーンヤイ、クローンバーンパイ方面 |                        |
| 2階                              | コンコース                                 | 自動券売機、自動改札口 |
| 1階                              | 出入口                                     | ラッタナーチベット通り |